# Nazionale maschile di calcio dell'Arabia Saudita
La nazionale di calcio dell'Arabia Saudita (in arabo منتخب السعودية لكرة القدم), i cui giocatori sono soprannominati "i figli del deserto", الصقور ("i falchi") o الأخضر ("i verdi"), è la rappresentativa calcistica dell'Arabia Saudita ed è posta sotto l'egida della SAFF.
Tra le nazionali asiatiche storicamente più valide, nel suo palmarès annovera tre Coppe d'Asia (1984, 1988 e 1996), torneo in cui ha raggiunto il numero record di sei finali disputate. A livello giovanile vanta la vittoria di un campionato mondiale under-17 (1989). Conta sei partecipazioni alla fase finale della Coppa del mondo (1994, 1998, 2002, 2006, 2018 e 2022), dove raggiunse gli ottavi di finale nel 1994.
Occupa la 59ª posizione nella classifica mondiale della FIFA.

## Storia

### Primo ventennio (1950-1974)
Fu nei primi anni 1950 che si formarono le prime compagini saudite. Il 27 giugno 1951 i migliori giocatori di Al-Wahda e Al Ahli si riunirono per affrontare in amichevole una selezione di funzionari del Ministero della Sanità dell'Egitto. Il giorno dopo la compagine affrontò un'altra formazione saudita, questa volta composta da giocatori da Al-Ittihad e Al-Hilal.
Nel 1956 fu costituita la federazione calcistica saudita, che si affiliò nello stesso anno alla FIFA e alla AFC.
Il 20 ottobre 1957 la nazionale saudita esordì ufficialmente battendo per 3-1 la Siria ai Giochi panarabi a Beirut, in Libano. Questa partita fu anche il primo incontro internazionale giocato nel Stadio Città Sportiva Camille Chamoun della capitale libanese. Guidata dall'ex nazionale egiziano Abdulrahman Fawzi, la squadra saudita perse contro la Giordania e poi pareggiò contro il Libano padrone di casa. A causa di una differenza reti sfavorevole rispetto alla Siria, la squadra fu eliminata al primo turno del torneo.
Nel 1961 l'Arabia Saudita partecipò nuovamente ai Giochi panarabi, che si disputarono a Casablanca, in Marocco. Per la nazionale il torneo fu molto negativo: quattro furono le sconfitte consecutive (tra cui un 13-0 contro la Rep. Araba Unita e un 13-1 contro il Marocco) e una sola la vittoria, contro il Kuwait (4-0). Due anni dopo, allenata dal tunisino Ali Chaouach, la squadra subì una nuova netta sconfitta contro l'Egitto (7-0).
Nel dicembre 1967 l'Arabia Saudita batté per 4-0 la Tunisia in amichevole a Tunisi e il 17 gennaio 1969 perse contro la Turchia nella prima partita giocata in patria.
Dagli anni 1970 l'Arabia Saudita partecipò alla Coppa delle Nazioni del Golfo, raggiungendo per due volte la finale e ottenendo un terzo posto nelle prime tre partecipazioni. Nel 1975 la federcalcio ingaggiò come commissario tecnico l'ex campione ungherese Ferenc Puskás, primo europeo a guidare i sauditi.

### Ingresso sulla scena internazionale (1975-1981)
Il 2 aprile 1975 a Baghdad la squadra saudita disputò il suo primo match ufficiale in Asia, contro l'Afghanistan. Si trattava di una partita valida per le qualificazioni alla Coppa d'Asia 1976, per ottenere la quale i sauditi battagliarono in un girone con Iraq e Qatar. Il secondo posto finale alle spalle degli iracheni garantì l'accesso alla fase finale del torneo, ma la nazionale allenata da Puskás non partecipò alla Coppa d'Asia perché la federazione decise di ritirarsi dalla manifestazione per ragioni ignote.
La nazionale partecipò poi alle eliminatorie per le Olimpiadi di Montréal del 1976. In un girone con Iran, Iraq, Kuwait e Bahrein, i sauditi ottennero due vittorie e due sconfitte, risultato che non permise di qualificarsi al torneo canadese.
Nel maggio 1976, dopo un'edizione della Coppa del Golfo particolarmente deludente (quinti posto con un bilancio di quattro sconfitte in sei partite), Puskás lasciò il posto all'inglese Bill McGarry, il cui obiettivo immediato fu qualificare la squadra al campionato del mondo 1978, nella prima campagna di qualificazione mondiale per l'Arabia Saudita. Inserita nel gruppo 3 con Iran e Siria (l'Iraq, inserito nel medesimo gruppo, si ritirò), la nazionale debuttò il 12 novembre 1976 con una vittoria a domicilio contro la Siria, prima di subire tre sconfitte consecutive e concludere il girone al secondo posto alle spalle degli iraniani, fallendo così la qualificazione. McGarry lasciò l'incarico al connazionale Danny Allison.
La federazione decise di non iscrivere la nazionale alle eliminatorie della Coppa d'Asia 1980, disputata in Kuwait.
Nel 1979 la quinta edizione della Coppa del Golfo vide i sauditi terminare al terzo posto.
In questi anni alla guida della nazionale dei verdi si alternarono vari commissari tecnici. Ad Allison successe un altro inglese, David Woodfield, che rimase in carica solo per qualche mese. Nel 1981 la federcalcio saudita affidò la panchina della nazionale al brasiliano Rubens Minelli, che avrebbe portato a Riad i primi trofei.

### Primi successi (1982-1990)

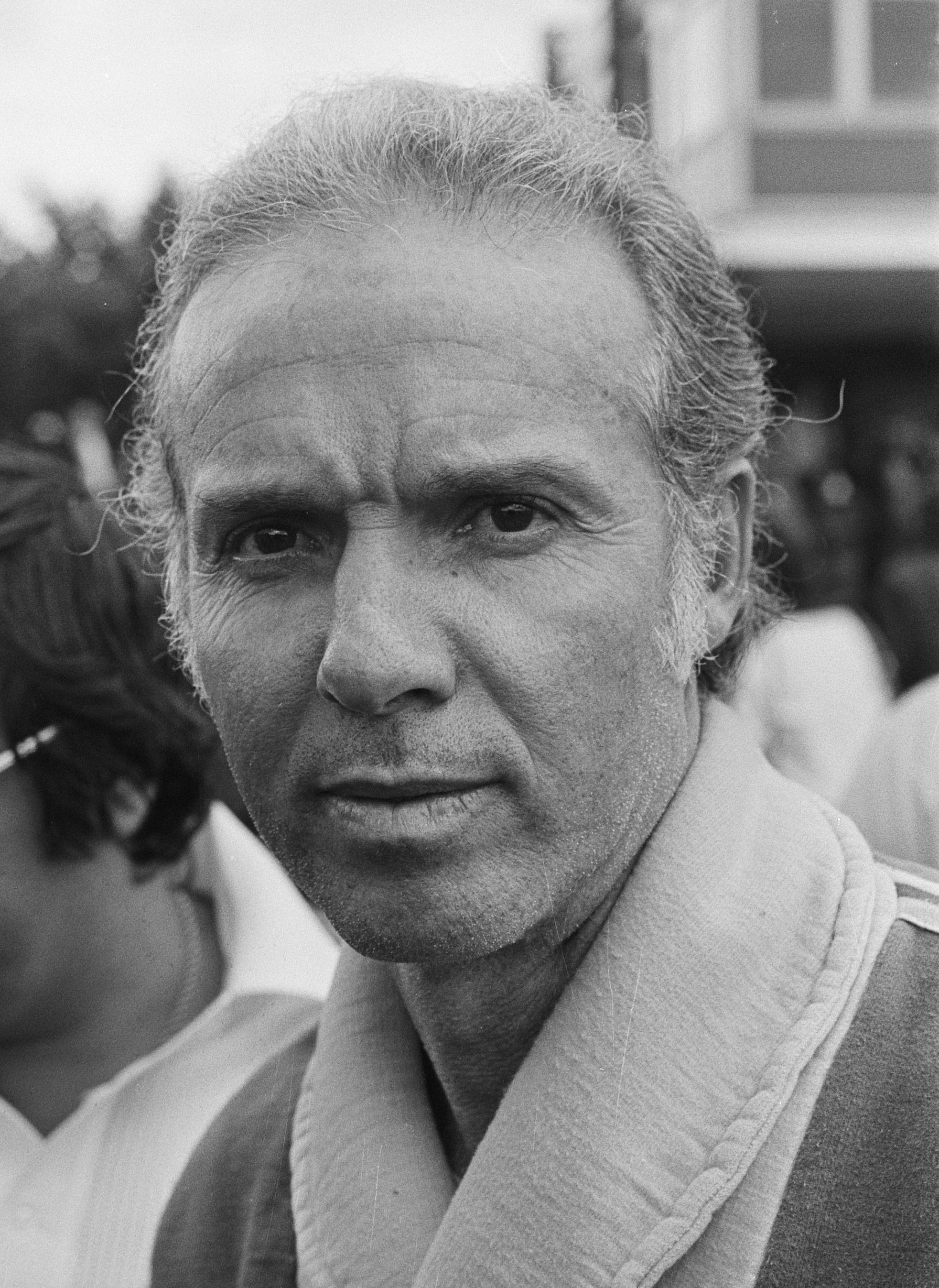
Mário Zagallo, allenatore dell'Arabia Saudita dal 1982 al 1984.

Impegnata nelle qualificazioni al campionato del mondo 1982, l'Arabia Saudita terminò il girone 2 al primo posto. Tutti i match si disputarono a Riad, dove i sauditi batterono Iraq, Siria, Bahrein e Qatar, vincendo così il girone. Ebbe dunque accesso alla seconda fase, dove finì ultima alle spalle di Kuwait, Nuova Zelanda e Cina, con un bilancio di un pareggio e cinque sconfitte in sei partite. La federazione decise di sollevare Minelli dall'incarico e di affidare la squadra al suo connazionale Mário Zagallo, già due volte campione del mondo con il Brasile come calciatore e all'epoca allenatore dell'Al-Hilal.
Zagallo esordì nella Coppa del Golfo 1982, organizzata dagli Emirati Arabi Uniti. L'Arabia Saudita ottenne due sole vittorie (contro Qatar e Oman) e chiuse al quarto posto, superata da nazionali che aveva battuto appena qualche mese prima. Nei Giochi Asiatici del 1982 la squadra riuscì a piazzarsi terza.
Nel 1983 la squadra araba non disputò alcun match, ma Zagallo fu impegnato alla guida della nazionale olimpica, che per la prima volta si qualificò per le Olimpiadi, quelle di Los Angeles 1984.
Il 26 maggio 1984, dopo la sconfitta per 4-0 contro l'Iraq arrivata durante la Coppa del Golfo a Mascate, in Oman, Zagallo fu esonerato. La federazione decise di nominare commissario tecnico Khalil Ibrahim Al-Zayani, primo saudita a ricoprire l'incarico.

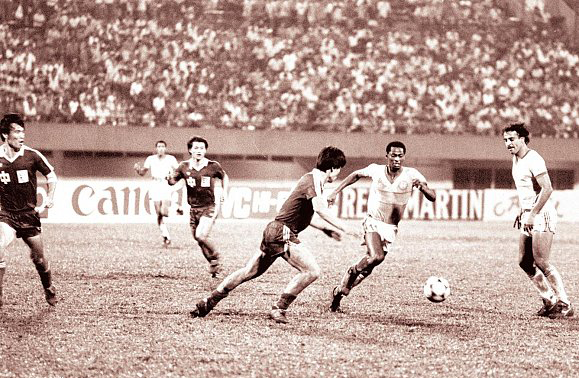
Un momento della finale della Coppa d'Asia 1984 tra Arabia Saudita e.

Dopo aver condotto la nazionale saudita sul podio nella Coppa del Golfo 1984, Al-Zayani guidò i suoi nella fase finale delle Olimpiadi di Los Angeles 1984, dove i sauditi ottennero tre sconfitte in altrettante partite, contro Brasile, Marocco e Germania Ovest. Majed Abdullah è l'unico marcatore saudita del torneo, grazie al gol nel match inaugurale contro la Seleção, perso per 1-3.
L'Arabia Saudita vinse poi la Coppa d'Asia 1984 a Singapore. Nell'ottobre 1984 a Gedda batté Sri Lanka, Emirati Arabi Uniti, Nepal e Oman senza subire gol, accedendo così alla fase finale del torneo. Qui vinse il girone con Kuwait, Qatar, Siria e Corea del Sud grazie a due vittorie e due pareggi in quattro partite. In semifinale ebbe la meglio sull'Iran per 5-4 ai tiri di rigore (1-1 dopo i tempi supplementari) e in finale sulla Cina, battuta per 2-0. Per i sauditi fu il primo alloro continentale.
L'anno dopo l'Arabia Saudita fu eliminata al primo turno delle qualificazioni asiatiche al campionato del mondo 1986: dopo lo 0-0 dell'andata, perse per 1-0 contro gli Emirati Arabi Uniti. Prese poi parte alla Coppa araba 1985, debuttando nel torneo, che organizzò, con un terzo posto. Nel 1985 perse la Coppa delle nazioni afro-asiatiche contro il Camerun, che si impose per 4-1 nella partita di andata a Yaoundé e fu sconfitto per 2-1 nella partita di ritorno a Ta'if. Nel settembre del 1986 l'Arabia giunse a disputare la finale delle Giochi asiatici di Seul, dove perse contro la Corea del Sud padrona di casa.
Nel 1987 la panchina della nazionale conobbe vari avvicendamenti, passando prima da Al-Zayani all'uruguaiano Kosia Tastilo e da questi al connazionale Omar Borrás e poi ai brasiliani Osvaldo e Galletti, prima dell'arrivo, nel 1988, di un altro brasiliano, Carlos Alberto Parreira, vincitore della Coppa d'Asia 1980 alla guida del Kuwait.
Nel 1988, che si aprì con un pari (2-2) in amichevole contro la Scozia, l'Arabia Saudita fu impegnata in varie competizioni, tra cui la Coppa del Golfo, ospitata in casa, e la Coppa d'Asia 1988 in Qatar, ai cui nastri di partenza si presentò come Campione in carica.
Nella Coppa del Golfo gli arabi non andarono oltre il terzo posto, in un torneo dominato dall'Iraq. A marzo, nella Coppa del Golfo, i sauditi, presenti al torneo con una formazione composta da giovani, si piazzarono terzi nel girone composto da sette squadre, con un bilancio di due vittorie, tre pareggi e una sconfitta. A luglio gli uomini di Parreira si recarono in Australia per partecipare alla Gold Cup del Bicentenario, un torneo amichevole che celebrava i 200 anni dell'indipendenza del paese oceaniano. Classificatisi ultimi nel girone dopo un pari all'esordio contro l'Argentina e due sconfitte contro Australia e Brasile, persero anche la finale per il terzo posto, di nuovo contro gli argentini.
A novembre il C.T. brasiliano convocò un gruppo ristretto di quindici giocatori con l'obiettivo di vincere nuovamente la Coppa d'Asia. Dopo aver convinto nelle amichevoli pre-torneo (pari contro l'Inghilterra e vittoria contro la Tunisia), l'Arabia Saudita riuscì nell'impresa di confermarsi Campione d'Asia. Dopo aver vinto il girone di cinque squadre con due vittorie e due pareggi in quattro partite, batté infatti l'Iran in semifinale (come quattro anni prima) e, dopo i tiri di rigore, la Corea del Sud nella finale disputata a Doha. Una delle chiavi del successo fu la solida difesa, che incassò un solo gol, contro il Bahrein, in sei incontri.

### Epoca d'oro (1990-1996)
Bicampione d'Asia in carica, nel 1989 l'Arabia Saudita iniziò le qualificazioni al campionato del mondo 1990 con grandi aspettative e la speranza concreta di accedere per la prima volta nella sua storia alla fase finale del torneo, in programma in Italia. Vinto il primo girone eliminatorio nel marzo 1989 grazie al primo posto davanti a Yemen del Nord e Siria (tre vittorie e un pareggio in quattro partite), la squadra saudita cadde però nel turno finale, un girone a sei squadre che si affrontarono a Singapore ad ottobre. I ragazzi di Parreira si piazzarono quinti con un bilancio di una vittoria, due pareggi e due sconfitte, fallendo l'accesso al Mondiale del 1990.
Parreira lasciò l'incarico per passare sulla panchina degli Emirati Arabi Uniti, appena qualificatisi per il Mondiale italiano. Al suo posto arrivò sulla panchina saudita il turco Metin Türel.
Dopo aver rinunciato a partecipare alla Coppa del Golfo del 1990, nello stesso anno la nazionale saudita prese parte ai Giochi Asiatici di Pechino, dove superò Bangladesh e Giappone prima di arrendersi ai rigori alla Corea del Nord ai quarti di finale. Türel si dimise rinunciando al proprio contratto, valevole sino all'autunno 1992.
La partecipazione dell'Arabia Saudita del nuovo C.T. Veloso ai Giochi panarabi del 1992 in Siria fece da preludio alla partecipazione alla Coppa re Fahd 1992, l'antesignana della Coppa delle Confederazioni FIFA. A Riad, nell'ottobre 1992, i sauditi, campioni d'Asia in carica e paese ospitante, vinsero per 3-0 la semifinale contro gli Stati Uniti e persero per 1-3 la finale contro l'Argentina, piazzandosi secondi nel torneo.
Nove giorni dopo la finale contro l'Argentina i sauditi allenati da Nelsinho Rosa si presentarono alla Coppa d'Asia 1992, giocata in Giappone, come bicampioni in carica, con l'obiettivo di diventare campioni per la terza volta di fila, fatto senza precedenti nella storia del calcio asiatico, ancor più consecutivamente. Vinto il girone con Cina, Qatar e Thailandia, gli uomini di Martins eliminarono gli Emirati Arabi Uniti in semifinale (2-0) e si qualificarono per la terza volta consecutiva per la finale della competizione. L'8 novembre 1992, di fronte a 60.000 spettatori accorsi all'Hiroshima Big Arch, il Giappone padrone di casa batté per 1-0 l'Arabia Saudita, laureandosi per la prima volta Campione d'Asia e infliggendo agli avversari la prima sconfitta dopo 17 risultati utili consecutivi in Coppa d'Asia.

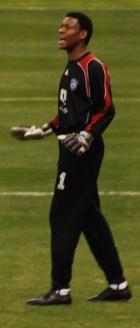
Mohamed Al-Deayea, primatista di presenze con la nazionale saudita.

Alla delusione giapponese seguì il terzo posto nella Coppa del Golfo 1992, con un bilancio di tre vittorie e due sconfitte.
Nella prima fase delle eliminatorie della campionato del mondo 1994, nel maggio 1993, l'Arabia Saudita vinse facilmente il girone con Kuwait, Malaysia e Macao, con quattro vittorie e due pareggi in sei partite, 20 gol fatti e uno solo subito. Ad ottobre, a Doha, i sauditi allenati dal brasiliano Candinho vinsero anche il girone finale di cinque squadre, che qualificava per Stati Uniti 1994 le prime due, con un bilancio di due vittorie e tre pareggi in cinque partite. Per i sauditi fu la prima qualificazione ad un Mondiale.
Prima della penultima partita delle qualificazioni Candido fu sollevato dall'incarico e sostituito con il saudita Mohammed Al-Kharashy. Dopo la brevissima gestione dell'olandese Leo Beenhakker, la panchina dell'Arabia Saudita passò all'argentino Jorge Solari.
Nella fase finale del Mondiale, negli Stati Uniti, Fuad Amin e compagni persero contro i Paesi Bassi e poi si imposero contro il Marocco. Nell'ultimo e decisivo incontro della fase a gironi si imposero per 1-0 contro il Belgio e ottennero la qualificazione agli ottavi di finale. La partita è ricordata per il pregevole gol di Saeed Al-Owairan, che attraversò palla al piede tutta la metà campo belga prima di battere l'estremo difensore Michel Preud'homme, all'epoca uno dei portieri più quotati del mondo. Agli ottavi di finale il sogno saudita si spense contro la Svezia (3-1), futura medaglia di bronzo. Malgrado il buon risultato per una debuttante, la collaborazione tra Solari e la federcalcio saudita si interruppe, come per altro già concordato prima del Mondiale statunitense.
Il rientrante Al-Kharashy riprese dunque le redini di un'ottima squadra, convinta delle proprie capacità, che riuscì ad aggiudicarsi la Coppa del Golfo 1994 grazie a quattro vittorie e un pareggio nella dodicesima edizione del torneo, organizzata ad Abu Dhabi.
Nel gennaio 1995 la squadra disputò in casa la seconda edizione della Coppa re Fahd. Contrariamente a quanto avvenuto nell'edizione di tre anni prima, i sauditi non riuscirono a brillare e furono sconfitti da Messico e Danimarca, terminando il minigirone all'ultimo posto, eliminati al primo turno.
Il cammino della nazionale riprese verso la fine dell'anno, con alcune gare di qualificazione alla Coppa d'Asia 1996, alla cui fase finale i sauditi si qualificarono agevolmente dopo aver vinto il minigirone con Kirghizistan e Yemen disputato allo stadio internazionale Re Fahd di Riad (quattro vittorie in quattro partite e nessun gol subito).
Nella Coppa del Golfo 1996, disputatasi in Oman ad ottobre, l'Arabia Saudita, campione in carica, giunse terza, con un bilancio di due vittorie, due pareggi e una sconfitta.
L'edizione della Coppa d'Asia che si tenne negli Emirati Arabi Uniti nel dicembre 1996 vide i sauditi di Nelo Vingada qualificarsi per i quarti di finale grazie al secondo posto in un girone equilibrato, dove tre squadre (Iran, Arabia Saudita e Iraq) chiusero a 6 punti dopo due vittorie e una sconfitta e si qualificarono tutte, mentre la Thailandia fu fanalino di coda con zero punti. La sconfitta nell'ultimo match del girone contro l'Iran non pregiudicò dunque l'accesso alla fase a eliminazione diretta, dove i sauditi superarono Cina ai quarti, lo stesso Iran in semifinale ai tiri di rigore, presentandosi alla finale del 21 dicembre ad Abu Dhabi contro i padroni di casa, la quarta consecutiva per i sauditi nel torneo. L'incontro si protrasse ai tempi supplementari, dove il punteggio di 0-0 non cambiò. Ai tiri di rigore vinse l'Arabia Saudita per 4-2, mettendo in bacheca la sua terza Coppa d'Asia. Autore del tiro di rigore decisivo fu Khalid Al-Muwallid.

### L'Arabia Saudita sulla grande scena internazionale (1997-2002)
Superato facilmente il primo turno delle qualificazioni al campionato del mondo 1998 in un girone con Malaysia, Taiwan e Bangladesh, la squadra saudita superò anche il secondo turno, dove rispettò i pronostici, vincendo il girone con Iran, Cina, Kuwait e Qatar.

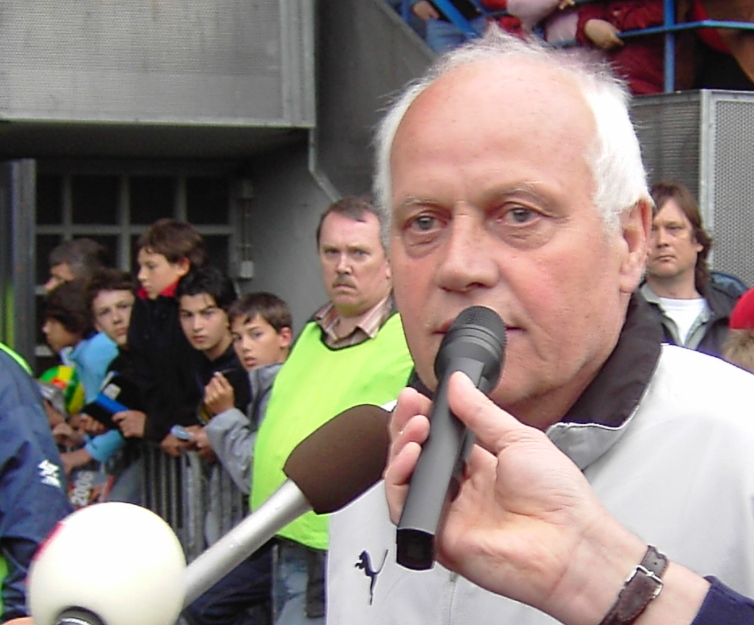
Otto Pfister, alla guida della nazionale maggiore saudita e della nazionale olimpica saudita dal 1997 al 1999.

Come avvenuto poco prima dell'inizio di Stati Uniti 1994, l'Arabia Saudita cambiò C.T. alla vigilia del Mondiale. L'11 ottobre 1997, dopo la vittoria contro il Qatar, Nelo Vingada lasciò la panchina saudita al tedesco Otto Pfister, che debuttò nell'amichevole contro l'Islanda. Nella Coppa delle Confederazioni 1997, organizzata a Riad, l'Arabia Saudita, Campione d'Asia in carica, fu inserita in un girone con Brasile, Australia e Messico. Perse contro messicani e brasiliani per poi vincere l'ultima partita, contro l'Australia. Non bastò per qualificarsi alla semifinale.
Nel gennaio 1998 fu nominato C.T. il rientrante Carlos Alberto Parreira. Mohammed Al-Deayea, portiere primatista di presenze, e compagni disputarono quindi una serie di amichevoli in Europa, caratterizzate da risultati incoraggianti (0-0 contro gli inglesi a Wembley e contro i messicani) e altri deludenti (sconfitta per 6-0 a Molde contro la Norvegia).
Nella fase finale del Mondiale di Francia 1998 i sauditi persero contro Danimarca (1-0) e Francia (4-0), risultati che portarono all'esonero di Parreira. Al suo posto tornò Mohammed Al-Kharashy, che guidò i suoi al pareggio (2-2) contro il Sudafrica nell'ultimo incontro.
Fu quindi il rientrante Otto Pfister a prendere il timone della nazionale A saudita, dopo aver trascorso un anno come C.T. della nazionale olimpica. L'obiettivo immediato fu quello di preparare la nazionale per la Coppa delle Confederazioni del 1999, in programma in Messico. Pfister iniziò la propria gestione con tre vittorie in altrettante amichevoli (contro Tanzania, Sudan e Senegal) e il successo nella Coppa araba 1998, vinta battendo in finale per 3-1 il Qatar (capocannoniere del torneo fu il saudita Obeid Al-Dosari). Tre settimane più tardi l'Arabia Saudita si piazzò seconda nella Coppa del Golfo, torneo che chiuse da imbattuta.
Nel giugno 1999, malgrado i buoni risultati ottenuti, Pfister fu sollevato dall'incarico per far posto al ceco Milan Máčala. In vista della Coppa delle Confederazioni del 1999 la squadra volò negli Stati Uniti per disputare quattro amichevoli preparatorie (due vittorie e due sconfitte). Inserita nel girone con il Messico padrone di casa, la Bolivia e l'Egitto, nella Confederations Cup la compagine saudita perse per 5-1 al debutto contro i messicani e pareggiò senza reti contro i boliviani. Nell'ultimo match Marzouk Al-Otaibi realizzò quattro gol nella vittoria per 5-1 dei suoi contro gli egiziani. Grazie a questo successo i sauditi ebbero accesso alla semifinale, dove si trovarono di fronte il Brasile vice-campione del mondo e Campione del Sudamerica in carica. I brasiliani si imposero con un largo scarto (8-2), lasciando ai sauditi la finale per il terzo posto, persa contro gli Stati Uniti.
Dal maggio all'ottobre 2000, in vista della Coppa d'Asia in Libano, Milan Máčala guidò la nazionale in una serie di amichevoli contro Slovacchia, Ungheria e Slovenia, per poi terminare la tournée in Arabia Saudita e in Giordania. Nella rassegna continentale i sauditi, inseriti in un girone con Giappone, Qatar e Uzbekistan, esordiscono con una sconfitta per 4-1 contro il Giappone che costò la panchina a Máčala, rimpiazzato dal suo vice, Nasser Al-Johar. Questi pareggiò senza reti contro i qatarioti, poi raccolse una larga vittoria (5-0) contro l'Uzbekistan, che consentì all'Arabia Saudita di qualificarsi per i quarti di finale. Contro il Kuwait arrivò una vittoria dopo i tempi supplementari e in semifinale un altro successo, contro la Corea del Sud, grazie ad una doppietta di Talal al-Meshal. I sauditi si qualificarono così per la loro quinta finale di Coppa d'Asia consecutiva, un record. Come nel 1992, a far festa dopo la finale furono i giapponesi, che si imposero per 1-0 con gol di Shigeyoshi Mochizuki.
Al-Johar tornò a ricoprire il ruolo di vice, lasciando la panchina a Slobodan Santrač. Dopo due vittorie in amichevole contro Siria e Uganda, i sauditi iniziarono le qualificazioni per il Mondiale di Giappone-Corea del Sud 2002. Furono sei le vittorie in sei partite nel girone con Vietnam, Bangladesh e Mongolia, gruppo chiuso con 30 gol fatti e nessuno subito. Nel secondo turno i sauditi se la videro con Iran, Bahrein e Thailandia. Sconfitti per 2-0 dall'Iran (il risultato causò l'esonero di Santrač, sostituito da Al-Johar), gli arabi si rialzarono subito e chiusero il girone in testa, qualificandosi direttamente per la fase finale del Mondiale per la terza volta consecutiva. Al-Johar fu confermato e guidò i suoi nella Coppa del Golfo 2002, disputata allo stadio Re Fahd. I sauditi vinsero il torneo per la seconda volta, senza subire sconfitte.
Sconfitto in amichevole il Senegal, che sarebbe stato, di lì a poco, la grande rivelazione della Coppa del mondo nippocoreana, per 3-2, l'Arabia Saudita esordì al Mondiale contro la Germania, che vinse con il punteggio di 8-0. Alla disfatta contro i tedeschi fece seguito un'altra sconfitta, contro il Camerun (1-0, gol di Samuel Eto'o) e un terzo k.o. contro l'Irlanda (3-0). L'ultimo posto nel girone e il bilancio molto negativo (nessun gol fatto e 12 gol subiti) portò all'esonero di Al-Johar, che fu sostituito dall'olandese Gerard van der Lem. Nella Coppa araba 1998 l'Arabia Saudita vinse il suo girone di prima fase senza subire sconfitte, poi superò il Marocco in semifinale e il Bahrein in finale (1-0, gol di Mohammad Nour), aggiudicandosi così il torneo per la seconda volta.

### Anni di transizione (2003-2007)
Sulla panchina dell'Arabia Saudita arrivò poi il CT olandese Gerard van der Lem, che guidò i suoi in un girone con Indonesia, Yemen e Bhutan, giocato interamente a Gedda. Vincendo tutti gli incontri, i sauditi si qualificarono per la sesta volta alla fase finale della Coppa d'Asia 2004, in programma in Cina. Nel dicembre 2003 la squadra si recò in Kuwait per giocare la Coppa del Golfo, che si aggiudicò per la terza volta grazie a quattro vittorie e due pareggi in sei partite. I sauditi chiusero l'anno solare portando a quindici la serie di match consecutivi senza sconfitte.
Impegnata nelle eliminatorie AFC per Germania 2006, dove fu ammessa direttamente alla seconda fase, l'Arabia Saudita se la vide con Turkmenistan, Indonesia e Sri Lanka. Nei tre match che fecero da preludio alla Coppa d'Asia gli uomini di van der Lem confermarono l'ottimo stato di forma, ottenendo tre vittorie senza subire gol. Sei settimane dopo i sauditi ritrovarono i turkmeni nel primo turno della fase finale della Coppa d'Asia, in Cina, ma raccolsero solo un pari (2-2), prima di farsi sconfiggere dall'Uzbekistan (1-0). Nel terzo e decisivo match arrivò un'altra sconfitta, contro l'Iraq che volle dire eliminazione al primo turno, fatto inedito per i sauditi nella competizione. Gerard van der Lem perse il posto di CT e fu rimpiazzato da Nasser Al-Johar.

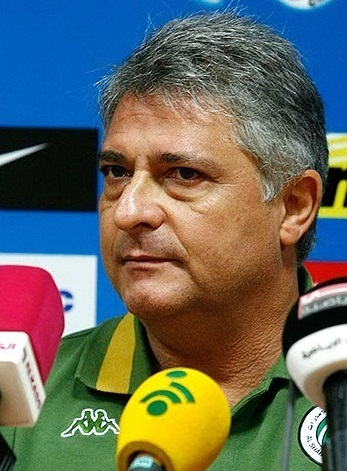
Il brasiliano Marcos Paquetá, alla guida della nazionale saudita dal 2005 al 2007.

Dopo un'amichevole pareggiata contro il Kuwait, Al-Johar ottenne tre vittorie di fila negli ultimi tre incontri della seconda fase di qualificazione AFC a Germania 2006, qualificando così la squadra per la terza fase. La squadra passò dunque al CT argentino Gabriel Calderón e nella Coppa del Golfo 2004 subì un'eliminazione al primo turno: in Qatar i figli del deserto ottennero una sola vittoria in tre partite. Ciononostante Calderón riuscì a condurre i suoi alla quarta qualificazione consecutiva ad un Mondiale, centrata vincendo (senza perdere una partita) il girone finale davanti a Corea del Sud, semifinalista del campionato del mondo 2002, e Uzbekistan, che aveva battuto i sauditi nella fase finale della Coppa d'Asia 2004. Prestigiosa fu la vittoria di Seul contro i sudcoreani nell'ultima partita del girone, prima della quale ambo le squadre erano già qualificate aritmeticamente per Germania 2006, ma Calderón perse il posto di lì a poco, alla fine dell'anno, dopo la disfatta nel Giochi dell'Asia occidentale del 2005 (tre sconfitte, di cui due contro l'Iraq e una contro l'Iran).
Sulla panchina saudita giunse l'allenatore dell'Al-Hilal, il brasiliano Marcos Paquetá. Conseguita facilmente l'accesso al secondo turno di qualificazione della Coppa d'Asia 2007 (vincendo contro lo Yemen), il nuovo CT ebbe a disposizione vari mesi per preparare al meglio il Mondiale tedesco. Il bilancio di dodici match amichevoli disputati contro squadre di varie confederazioni (Europa, Asia, Africa) fu molto modesto: una sola vittoria, contro il Togo. Nella rassegna mondiale tedesca la squadra saudita uscì al primo turno nel girone H comprendente anche Spagna, Ucraina e Tunisia. Contro i tunisini Campioni d'Africa in carica l'Arabia Saudita ottenne, all'esordio, l'unico punto in classifica (pareggio per 2-2).
Paquetá rimase al proprio posto e nel settembre 2006 condusse i suoi alla fase finale di Coppa d'Asia vincendo in casa contro il Giappone. Nella Coppa del Golfo 2007, disputata negli Emirati Arabi Uniti, l'Arabia Saudita superò il primo turno e perse la semifinale contro gli emiratini padroni di casa, poi vincitori del torneo. Il risultato non fu sufficiente per salvare la panchina di Paquetá, che fu esonerato per far posto al brasiliano Hélio dos Anjos.
Dopo aver ottenuto risultati confortanti in un torneo amichevole a Singapore (vittorie contro Emirati Arabi Uniti e Singapore, pareggi contro Oman e Corea del Nord) i sauditi volarono in Indonesia per disputare la Coppa d'Asia 2007. Inserita in un raggruppamento con Indonesia, Corea del Sud, Bahrein, l'Arabia Saudita pareggiò contro i sudcoreani, batté i padroni di casa per 2-1 e vinse facilmente (4-0) contro il Bahrein, terminando così il percorso nel girone al primo posto. Superato facilmente l'Uzbekistan ai quarti di finale, gli uomini di dos Anjos eliminarono anche il Giappone in semifinale, qualificandosi per la sesta volta per la finale del torneo, un record. La finale di Giacarta mise di fronte l'Arabia Saudita e la grande sorpresa della competizione, l'Iraq, sospinto dai gol dal suo bomber Younis Mahmoud. L'incontro terminò con la clamorosa vittoria degli iracheni, a segno proprio con Mahmoud, che inflisse ai sauditi la loro terza sconfitta in una finale della Coppa d'Asia.
La squadra chiuse il 2007 con tre vittorie in amichevole contro Ghana, Namibia e Estonia, prima di recarsi in Egitto per i Giochi panarabi. Qui rimediò due sconfitte, contro Egitto e Libia, un pari contro la nazionale B emiratina e una vittoria contro la nazionale B sudanese.

### Anni difficili (2008-2015)
Nel 2008 e nel 2009 la squadra saudita fu impegnata nelle qualificazioni al campionato del mondo 2010. Nel gruppo 4 della terza fase delle qualificazioni AFC i sauditi se la videro con Uzbekistan, Singapore e Libano. Malgrado tre vittorie nei primi quattro incontri disputati dalla squadra, dos Anjos fu sollevato dall'incarico e sostituito dal rientrante Nasser Al-Johar. Questi ottenne due vittorie che consentirono all'Arabia Saudita di qualificarsi, come prima classificata nel suo girone, per la quarta fase di qualificazione AFC a Sudafrica 2010, dove la formazione araba trovò nel girone Corea del Nord, Corea del Sud, Iran ed Emirati Arabi Uniti.
Nel gennaio 2009 l'Arabia Saudita partecipò alla Coppa del Golfo in Oman, dove si piazzò seconda, senza subire gol in tutto il torneo, dietro ai padroni di casa, contro cui perse la finale.
L'interim di Al-Johar terminò con la nomina a CT del portoghese José Peseiro, che guidò i sauditi nel girone di qualificazione mondiale con Corea del Sud, Corea del Nord, Iran ed Emirati Arabi Uniti. Con tre vittorie, tre pareggi e due sconfitte i verdi si piazzarono terzi, alle spalle di sudcoreani e nordcoreani (a pari punti con i sauditi, ma con gli scontri diretti a favore), i quali ebbero accesso diretto al Mondiale. Come previsto, la terza classificata dovette dunque spareggiare contro la terza classificata dell'altro girone di quarta fase, il Bahrein, per un posto nello spareggio interzona contro la Nuova Zelanda. Dopo il pari a reti bianche del 5 settembre 2009 a Manama, i sauditi parvero i favoriti nel ritorno in casa, il 9 settembre allo Stadio del re Fahd di Riad, ma la partita terminò sul punteggio di 2-2 (due gol, il 2-1 saudita e il definitivo 2-2 avversario, furono segnati nel recupero del secondo tempo), che significò qualificazione per il Bahrein (che poi avrebbe perso lo spareggio contro i neozelandesi) grazie alla regola dei gol fuori casa. Per l'Arabia Saudita svanì l'obiettivo della quinta partecipazione consecutiva ad un Mondiale.
Quattordici mesi più tardi, tra il novembre e il dicembre 2010, in Yemen si disputò la Coppa del Golfo, che vide i sauditi sconfitti di misura (1-0) in finale dal Kuwait.
Ammessi di diritto alla fase finale della Coppa d'Asia in quanto finalisti dell'edizione del 2007, nel gennaio 2011 i sauditi volarono in Qatar, dove affrontarono nel girone di prima fase Giappone, Giordania e Siria. L'inaspettata sconfitta all'esordio contro la Siria (2-1) provocò l'esonero di Peseiro, sostituito con Al-Johar, ma la mossa non evitò la sconfitta nella gara seguente contro la Siria (1-0). Completamente demotivati, i sauditi subirono cinque gol dal Giappone, chiudendo con un bilancio pessimo: un solo gol segnato, da Taisir al-Jassim contro la Siria, e otto subiti.

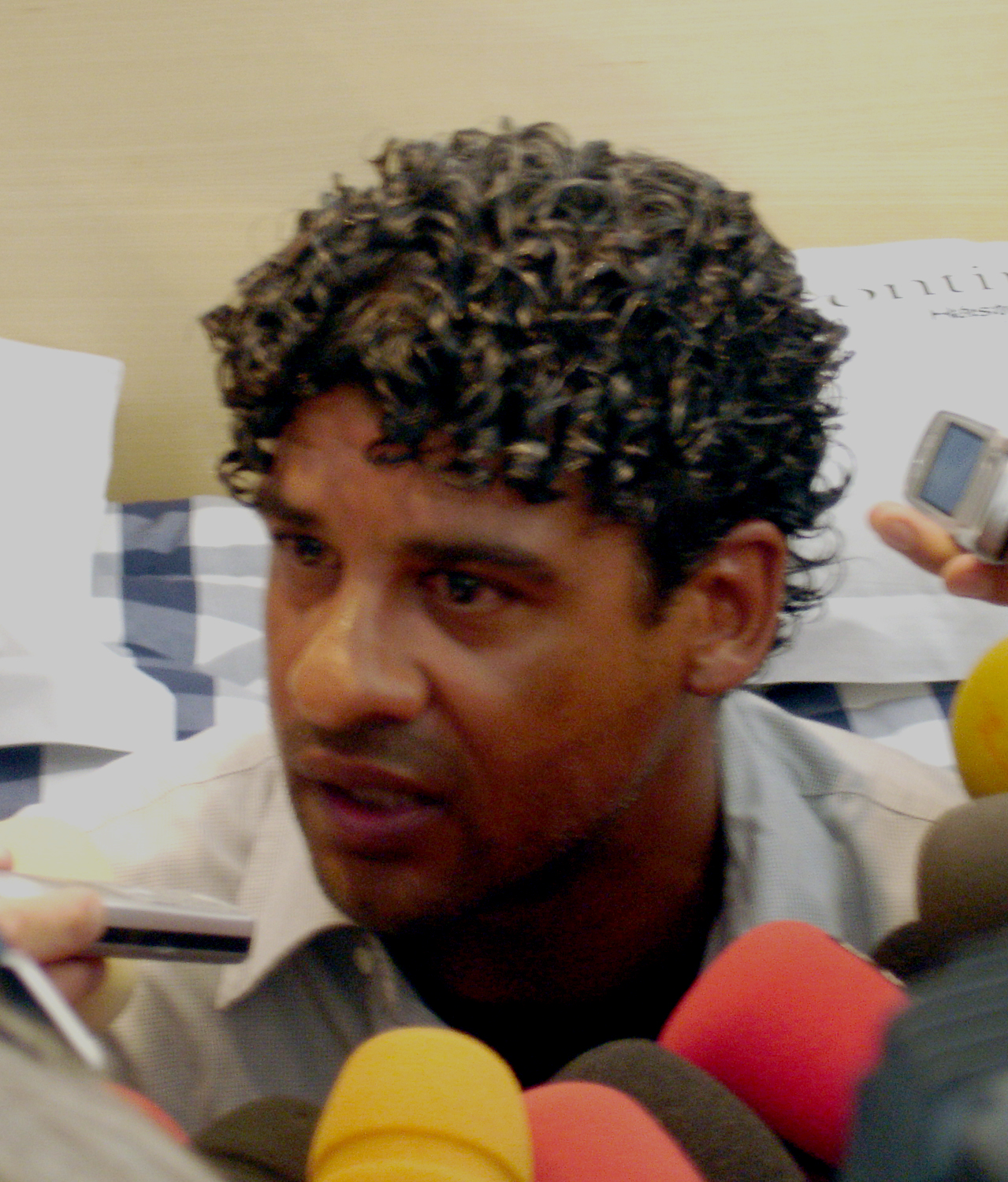
Frank Rijkaard, CT dell'Arabia Saudita dal 2011 al 2013.

La federcalcio puntò su un grande nome, quello dell'olandese Frank Rijkaard, per risollevare la nazionale. Superato facilmente Hong Kong nel secondo turno di qualificazione AFC per il campionato del mondo 2014, grazie ad un 3-0 e ad un 5-0 tra andata e ritorno (tre degli otto gol furono di Nasser Al-Shamrani), i sauditi furono inseriti nel girone con Australia, Oman e Thailandia. Dopo risultati deludenti (una vittoria contro la Thailandia, due pareggi contro Oman, un altro pari contro la Thailandia e due sconfitte contro gli australiani) i sauditi furono eliminati già dopo questo girone, che chiusero al terzo posto dietro Australia e Oman, fallendo la qualificazione ad un Mondiale per la seconda volta consecutiva.
L'edizione 2012 della Coppa araba, torneo che tornava dopo dieci anni, parve rappresentare un'occasione di riscatto per gli uomini di Rijkaard, ma il cammino dei verdi si fermò in semifinale contro la Libia, prima della sconfitta contro l'Iraq nella finale per il terzo posto. La squadra chiuse l'anno solare con amichevoli prestigiose, contro la Spagna Campione del mondo e bicampione d'Europa in carica, l'Argentina e lo Zambia Campione d'Africa in carica, e la partecipazione ai Giochi dell'Asia occidentale. In quest'ultimo torneo ottenne un pari (0-0) contro l'Iran e una vittoria contro lo Yemen e subirono una sconfitta contro il Bahrein. Chiusero dunque al terzo posto il girone, non qualificandosi per la fase ad eliminazione diretta.
Tre settimane più tardi ebbe luogo la Coppa del Golfo 2013 in Bahrein. Nel girone con Iraq, Kuwait e Yemen l'Arabia Saudita non andò oltre un amaro terzo posto (una vittoria e due sconfitte), che volle dire eliminazione al primo turno ed esonero per Rijkaard. Al suo posto arrivò lo spagnolo Juan Ramón López Caro.
La campagna di qualificazione alla Coppa d'Asia 2015 mise i sauditi nel gruppo C, con Iraq, Cina e Indonesia. In palio c'erano due posti nella fase finale, conseguita brillantemente dagli uomini di López Caro già il 15 novembre 2013, con la quarta vittoria consecutiva in quattro incontri. I sauditi, che chiusero il girone al primo posto, per altro senza subire sconfitte, si prepararono al torneo continentale disputando in casa, nel novembre 2014, la Coppa del Golfo, dove giunsero in finale, ma furono sconfitti per 2-1 dal Qatar.
Nel dicembre 2014 López Caro fu esonerato e sostituito con il rumeno Cosmin Olăroiu, con cui la squadra disputò la Coppa d'Asia in Australia. Sorteggiati con Corea del Nord, Uzbekistan e Cina, i verdi ottennero una vittoria, contro i nordcoreani, e due sconfitte, che causarono l'eliminazione al primo turno.

### La rinascita (dal 2015)
Durante l'estate del 2015 la federazione saudita affidò la propria panchina all'olandese Bert van Marwijk. Nel corso delle qualificazioni al campionato del mondo del 2018 la formazione ottenne, nel novembre 2015, il più largo successo della propria storia vincendo per 10-0 contro Timor Est. Dominando un girone con Emirati Arabi Uniti, Palestina, Malaysia e Timor Est con sei vittorie e due pareggi in otto partite, la squadra fu ammessa all'ultima fase, preceduta da polemiche circa la mancata osservazione del minuto di silenzio durante la partita con l'Australia per commemorare le vittime del recente attentato di Londra. Nella terza fase trovò sulla propria strada Australia, Giappone, Thailandia, Iraq ed Emirati Arabi Uniti e ottenne la qualificazione al campionato mondiale di Russia 2018 garantendosi il secondo posto all'ultimo turno, in cui sconfisse a Gedda il Giappone già qualificato per 1-0. Dopo la qualificazione mondiale, la prima da dodici anni a questa parte, van Marwijk fu esonerato per attriti con i vertici federali: a sostituirlo venne chiamato l'argentino Edgardo Bauza, che in cinque partite ottenne tre sconfitte, le ultime due delle quali consecutive, contro Portogallo e Bulgaria; dopo soli due mesi di gestione, fu esonerato a novembre e sostituito dallo spagnolo Juan Antonio Pizzi. 
Sorteggiati nel girone A, i sauditi vennero sconfitti per 5-0 dalla Russia nella gara inaugurale del torneo e per 1-0 dall'Uruguay, venendo così eliminati dopo due partite, e nella terza ottennero contro l'Egitto (2-1) un successo che nella fase finale di un campionato mondiale mancava ai figli del deserto da ventiquattro anni.
Nel gennaio 2019 la squadra prese parte alla fase finale della Coppa d'Asia negli Emirati Arabi Uniti. Battuta la Corea del Nord per 4-0 all'esordio, sconfisse anche il Libano per 2-0, per poi essere battuta dal Qatar per 2-0, chiudendo il girone al secondo posto. Agli ottavi di finale fu sconfitta ed eliminata dal Giappone per 1-0. Pizzi si dimise e fu sostituito a luglio dal francese Hervé Renard, che condusse l'Arabia Saudita alla qualificazione al campionato del mondo 2022 vincendo il girone B del terzo turno delle eliminatorie AFC con 7 successi in 10 partite.  Nella fase a gironi del campionato del mondo 2022 in Qatar la squadra esordì battendo sorprendentemente per 2-1 in rimonta l'Argentina (imbattuta da 36 partite), grazie ai gol di Salem Al-Shehri e Salem Al-Dawsari. Contro Polonia e Messico, però, i sauditi furono sconfitti e finirono ultimi nel girone.
Nell'agosto 2023 la panchina è stata affidata a Roberto Mancini, campione d'Europa nel 2021 alla guida dell'Italia. Nella Coppa d'Asia 2023, tenutasi a gennaio 2024 in Qatar, i sauditi battono Oman e Kirghizistan e pareggiano contro la Thailandia, assicurandosi così il primo posto nel girone, ma poi vengono eliminati dalla Corea del Sud agli ottavi di finale (1-1 ai supplementari, 4-2 ai rigori).

## Commissari tecnici
Fonte: ksa-team.com.
- 1957-1961  Abdul-Rahman Fawzi
- 1967-1969  Ali Chaouach
- 1970  George Skinner
- 1970-1972  Mohammed Sheita
- 1972-1974  Taha Ismail
- 1974  Abdo Saleh El Wahsh
- 1975  Ferenc Puskás
- 1976-1977  Bill McGarry
- 1978  Ronnie Allen
- 1978  Danny Allison
- 1979  David Woodfield
- 1980  Rubens Minelli
- 1981-1984  Mário Zagallo
- 1984-1986  Khalil Ibrahim Al-Zayani
- 1986  Castilho
- 1987  Osvaldo
- 1988  Carlos Galletti
- 1988  Omar Borrás
- 1988-1990  Carlos Alberto Parreira
- 1990  Metin Türel
- 1990-1992  Claudinho Garcia
- 1992  Veloso
- 1992  Nelsinho Rosa
- 1993  Candinho
- 1993-1994  Leo Beenhakker
- 1994  Mohammed Al-Kharashy
- 1994  Ivo Wortmann
- 1994  Jorge Solari
- 1995  Mohammed Al-Kharashy
- 1995-1996  Zé Mário
- 1996-1997  Nelo Vingada
- 1998  Otto Pfister
- 1998  Carlos Alberto Parreira
- 1998  Mohammed Al-Kharashy
- 1999  Otto Pfister
- 1999-2000  Milan Máčala
- 2000  Nasser Al-Johar
- 2001  Slobodan Santrač
- 2001-2002  Nasser Al-Johar
- 2002-2004  Gerard van der Lem
- 2004  Nasser Al-Johar
- 2004-2005  Gabriel Calderón
- 2006-2007  Marcos Paquetá
- 2007-2008  Hélio dos Anjos
- 2008-2009  Nasser Al-Johar
- 2009-2011  José Peseiro
- 2011  Nasser Al-Johar
- 2011  Rogério Lourenço
- 2011-2013  Frank Rijkaard
- 2013-2014  Juan Ramón López Caro
- 2014-2015  Cosmin Olăroiu
- 2015  Faisal Al Baden
- 2015-2017  Bert van Marwijk
- 2017  Edgardo Bauza
- 2017-2019   Juan Antonio Pizzi
- 2019-2023  Hervé Renard
- 2023-2024  Roberto Mancini
- 2024-  Hervé Renard

## Record individuali
Dati aggiornati al 20 novembre 2018.
In grassetto sono indicati i giocatori ancora attivi in nazionale.
| #  | Giocatore            | Presenze | Reti | Periodo   |
| -- | -------------------- | -------- | ---- | --------- |
| 1  | Mohamed Al-Deayea    | 178      | 0    | 1993-2006 |
| 2  | Mohammed Al-Khilaiwi | 163      | 3    | 1990-2001 |
| 3  | Sami Al-Jaber        | 156      | 46   | 1992-2006 |
| 4  | Abdullah Zubromawi   | 142      | 3    | 1993-2002 |
| 5  | Osama Hawsawi        | 140      | 7    | 2006-2018 |
| 6  | Hussein Sulaimani    | 138      | 5    | 1996-2018 |
| 7  | Taisir Al-Jassim     | 134      | 19   | 2004-2018 |
| 8  | Saud Kariri          | 133      | 7    | 2001-2015 |
| 9  | Mohamed Abd Al-Jawad | 121      | 7    | 1981-1994 |
| 10 | Mohammad Al-Shalhoub | 118      | 19   | 2000-2018 |

| # | Giocatore           | Reti | Presenze | Periodo   |
| - | ------------------- | ---- | -------- | --------- |
| 1 | Majed Abdullah      | 71   | 115      | 1978-1994 |
| 2 | Sami Al-Jaber       | 46   | 156      | 1992-2006 |
| 3 | Yasser Al-Qahtani   | 42   | 112      | 2002-2013 |
| 4 | Obeid Al-Dosari     | 41   | 94       | 1994-2002 |
| 5 | Talal Al-Meshal     | 32   | 60       | 1998-2006 |
| 6 | Khaled Al-Muwallid  | 28   | 114      | 1988-1998 |
| 6 | Mohammad Al-Sahlawi | 28   | 44       | 2010-2018 |
| 8 | Fahad Al-Mehallel   | 26   | 87       | 1992-1999 |
| 9 | Saeed Al-Owairan    | 24   | 75       | 1992-1998 |
| 9 | Ibrahim Al-Shahrani | 24   | 86       | 1997-2005 |
| 9 | Salem Al-Dawsari    | 24   | 92       | 2012-     |

## Palmarès
- Coppa d'Asia: 3

1984, 1988, 1996
- Coppa delle Nazioni del Golfo: 3

1994, 2002, 2003
- Coppa araba FIFA: 2

1998, 2002

## Statistiche dettagliate sui tornei internazionali

### Mondiali
| Anno | Luogo                    | Piazzamento      | V | N | P | Gol  |
| ---- | ------------------------ | ---------------- | - | - | - | ---- |
| 1930 | Uruguay                  | Non partecipante | - | - | - | -    |
| 1934 | Italia                   | Non partecipante | - | - | - | -    |
| 1938 | Francia                  | Non partecipante | - | - | - | -    |
| 1950 | Brasile                  | Non partecipante | - | - | - | -    |
| 1954 | Svizzera                 | Non partecipante | - | - | - | -    |
| 1958 | Svezia                   | Non partecipante | - | - | - | -    |
| 1962 | Cile                     | Non partecipante | - | - | - | -    |
| 1966 | Inghilterra              | Non partecipante | - | - | - | -    |
| 1970 | Messico                  | Non partecipante | - | - | - | -    |
| 1974 | Germania Ovest           | Non partecipante | - | - | - | -    |
| 1978 | Argentina                | Non qualificata  | - | - | - | -    |
| 1982 | Spagna                   | Non qualificata  | - | - | - | -    |
| 1986 | Messico                  | Non qualificata  | - | - | - | -    |
| 1990 | Italia                   | Non qualificata  | - | - | - | -    |
| 1994 | Stati Uniti              | Ottavi di finale | 2 | 0 | 2 | 5:6  |
| 1998 | Francia                  | Primo turno      | 0 | 1 | 2 | 2:7  |
| 2002 | Giappone / Corea del Sud | Primo turno      | 0 | 0 | 3 | 0:12 |
| 2006 | Germania                 | Primo turno      | 0 | 1 | 2 | 2:7  |
| 2010 | Sudafrica                | Non qualificata  | - | - | - | -    |
| 2014 | Brasile                  | Non qualificata  | - | - | - | -    |
| 2018 | Russia                   | Primo turno      | 1 | 0 | 2 | 2:7  |
| 2022 | Qatar                    | Primo turno      | 1 | 0 | 2 | 3:5  |

### Coppa d'Asia
| Anno | Luogo                                   | Piazzamento      | V | N | P | Gol |
| ---- | --------------------------------------- | ---------------- | - | - | - | --- |
| 1956 | Hong Kong                               | Assente          | - | - | - | -   |
| 1960 | Corea del Sud                           | Non partecipante | - | - | - | -   |
| 1964 | Israele                                 | Non partecipante | - | - | - | -   |
| 1968 | Iran                                    | Non iscritta     | - | - | - | -   |
| 1972 | Thailandia                              | Non partecipante | - | - | - | -   |
| 1976 | Iran                                    | Non partecipante | - | - | - | -   |
| 1980 | Kuwait                                  | Non partecipante | - | - | - | -   |
| 1984 | Singapore                               | Campioni         | 4 | 2 | 0 | -   |
| 1988 | Qatar                                   | Campioni         | 4 | 2 | 0 | -   |
| 1992 | Giappone                                | Secondo posto    | 2 | 2 | 1 | -   |
| 1996 | Emirati Arabi Uniti                     | Campioni         | 5 | 0 | 1 | -   |
| 2000 | Libano                                  | Secondo posto    | 3 | 1 | 2 | -   |
| 2004 | Cina                                    | Primo turno      | 0 | 1 | 2 | -   |
| 2007 | Indonesia/ Malaysia Thailandia/ Vietnam | Secondo posto    | 4 | 1 | 1 | -   |
| 2011 | Qatar                                   | Primo turno      | 0 | 0 | 3 | -   |
| 2015 | Australia                               | Primo turno      | 1 | 0 | 2 | -   |
| 2019 | Emirati Arabi Uniti                     | Ottavi di finale | 2 | 0 | 2 | 6:3 |
| 2023 | Qatar                                   | Ottavi di finale | 2 | 2 | 0 | 5:2 |

### Confederations Cup
| Anno | Luogo                    | Piazzamento     | V | N | P | Gol |
| ---- | ------------------------ | --------------- | - | - | - | --- |
| 1992 | Arabia Saudita           | Secondo posto   | 1 | 0 | 1 | -   |
| 1995 | Arabia Saudita           | Primo turno     | 0 | 0 | 2 | -   |
| 1997 | Arabia Saudita           | Primo turno     | 1 | 0 | 2 | -   |
| 1999 | Messico                  | Quarto posto    | 1 | 1 | 3 | -   |
| 2001 | Corea del Sud / Giappone | Non qualificata | - | - | - | -   |
| 2003 | Francia                  | Non qualificata | - | - | - | -   |
| 2005 | Germania                 | Non qualificata | - | - | - | -   |
| 2009 | Sudafrica                | Non qualificata | - | - | - | -   |
| 2013 | Brasile                  | Non qualificata | - | - | - | -   |
| 2017 | Russia                   | Non qualificata | - | - | - | -   |

### Campionato CONCACAF/Gold Cup
| Anno | Luogo                               | Piazzamento      | V | N | P | Gol |
| ---- | ----------------------------------- | ---------------- | - | - | - | --- |
| 1963 | El Salvador                         | Non partecipante | - | - | - | -   |
| 1965 | Guatemala                           | Non partecipante | - | - | - | -   |
| 1967 | Honduras                            | Non partecipante | - | - | - | -   |
| 1969 | Costa Rica                          | Non partecipante | - | - | - | -   |
| 1971 | Trinidad e Tobago                   | Non partecipante | - | - | - | -   |
| 1973 | Haiti                               | Non partecipante | - | - | - | -   |
| 1977 | Messico                             | Non partecipante | - | - | - | -   |
| 1981 | Honduras                            | Non partecipante | - | - | - | -   |
| 1985 | Itinerante                          | Non partecipante | - | - | - | -   |
| 1989 | Itinerante                          | Non partecipante | - | - | - | -   |
| 1991 | Stati Uniti                         | Non partecipante | - | - | - | -   |
| 1993 | Stati Uniti / Messico               | Non partecipante | - | - | - | -   |
| 1996 | Stati Uniti                         | Non partecipante | - | - | - | -   |
| 1998 | Stati Uniti                         | Non partecipante | - | - | - | -   |
| 2000 | Stati Uniti                         | Non partecipante | - | - | - | -   |
| 2002 | Stati Uniti                         | Non partecipante | - | - | - | -   |
| 2003 | Stati Uniti / Messico               | Non partecipante | - | - | - | -   |
| 2005 | Stati Uniti                         | Non partecipante | - | - | - | -   |
| 2007 | Stati Uniti                         | Non partecipante | - | - | - | -   |
| 2009 | Stati Uniti                         | Non partecipante | - | - | - | -   |
| 2011 | Stati Uniti                         | Non partecipante | - | - | - | -   |
| 2013 | Stati Uniti                         | Non partecipante | - | - | - | -   |
| 2015 | Stati Uniti / Canada                | Non partecipante | - | - | - | -   |
| 2017 | Stati Uniti                         | Non partecipante | - | - | - | -   |
| 2019 | Stati Uniti / Costa Rica / Giamaica | Non partecipante | - | - | - | -   |
| 2021 | Stati Uniti                         | Non partecipante | - | - | - | -   |
| 2023 | Stati Uniti / Canada                | Non partecipante | - | - | - | -   |
| 2025 | Stati Uniti / Canada                | in corso         | 0 | 0 | 0 | 0:0 |

## Rosa attuale
Lista dei giocatori convocati per la Coppa d'Asia 2023.
Presenze e reti aggiornate al 10 gennaio 2024.
| 1  | P | Mohammed Al-Rubaie   | 14 agosto 1997    | 8  | 0  | Al-Hilal   |  |  |
| 21 | P | Raghed Al-Najjar     | 20 dicembre 1996  | 0  | 0  | Al-Nassr   |  |  |
| 22 | P | Ahmed Al-Kassar      | 8 maggio 1991     | 0  | 0  | Al-Fayha   |  |  |
|    |   |                      |                   |    |    |            |  |  |
| 2  | D | Fawaz Al-Sqoor       | 23 aprile 1996    | 1  | 0  | Al-Shabab  |  |  |
| 3  | D | Awn Al-Saluli        | 2 settembre 1998  | 2  | 0  | Al-Taawoun |  |  |
| 4  | D | Ali Lajami           | 25 aprile 1996    | 3  | 0  | Al-Nassr   |  |  |
| 5  | D | Ali Al-Bulaihi       | 21 novembre 1989  | 45 | 0  | Al-Hilal   |  |  |
| 12 | D | Saud Abdulhamid      | 18 luglio 1999    | 29 | 1  | Roma       |  |  |
| 13 | D | Hassan Kadesh        | 6 settembre 1992  | 3  | 0  | Al-Ittihad |  |  |
| 17 | D | Hassan Al-Tambakti   | 9 febbraio 1999   | 23 | 0  | Al-Shabab  |  |  |
|    |   |                      |                   |    |    |            |  |  |
| 6  | C | Eid Al-Muwallad      | 14 febbraio 2001  | 1  | 0  | Al-Okhdood |  |  |
| 7  | C | Mukhtar Ali          | 30 ottobre 1997   | 4  | 0  | Al-Fateh   |  |  |
| 8  | C | Abdulellah Al-Malki  | 11 ottobre 1994   | 30 | 0  | Al-Hilal   |  |  |
| 14 | C | Abbas Al-Hassan      | 22 febbraio 2004  | 2  | 0  | Al-Fateh   |  |  |
| 15 | C | Abdullah Al-Khaibari | 16 agosto 1996    | 18 | 0  | Al-Nassr   |  |  |
| 16 | C | Sami Al-Najei        | 7 febbraio 1997   | 17 | 2  | Al-Nassr   |  |  |
| 23 | C | Mohamed Kanno        | 22 settembre 1994 | 46 | 1  | Al-Hilal   |  |  |
| 24 | C | Nasser Al-Dawsari    | 19 dicembre 1998  | 16 | 0  | Al-Hilal   |  |  |
| 26 | C | Faisal Al-Ghamdi     | 13 agosto 2001    | 4  | 0  | Al-Ittihad |  |  |
|    |   |                      |                   |    |    |            |  |  |
| 9  | A | Firas Al-Buraikan    | 14 maggio 2000    | 36 | 6  | Al-Fateh   |  |  |
| 10 | A | Salem Al-Dawsari     | 19 agosto 1991    | 75 | 19 | Al-Ittihad |  |  |
| 11 | A | Saleh Al-Shehri      | 1º novembre 1993  | 27 | 11 | Al-Hilal   |  |  |
| 18 | A | Abdulrahman Ghareeb  | 31 marzo 1997     | 21 | 4  | Al-Nassr   |  |  |
| 19 | A | Fahad Al-Muwallad    | 14 settembre 1994 | 75 | 17 | Al-Shabab  |  |  |
| 20 | A | Abdallah Radif       | 21 gennaio 2003   | 6  | 0  | Al-Shabab  |  |  |
| 25 | A | Ayman Yahya          | 14 maggio 2001    | 8  | 0  | Al-Nassr   |  |  |

## Tutte le rose

### Mondiali
Coppa del Mondo FIFA 19941 Al-Deayea, 2 Al-Dosari, 3 Al-Khilaiwi, 4 Zubromawi, 5 Madani, 6 Amin, 7 Al-Ghesheyan, 8 Al-Bishi, 9 Abdullah, 10 Al-Owairan, 11 Al-Mehallel, 12 Al-Jaber, 13 Al-Jawad, 14 Al-Muwallid, 15 Al-Dawod, 16 Jebreen, 17 Al-Taifi, 18 Al-Anazi, 19 Saleh, 20 Idris, 21 Al-Sadiq, 22 Al-Helwah, CT: Solari
Coppa del Mondo FIFA 19981 Al-Deayea, 2 Al-Jahani, 3 Al-Khilaiwi, 4 Zubromawi, 5 Madani, 6 Amin, 7 Al-Shahrani, 8 Al-Dosari, 9 Al-Jaber, 10 S. Al-Owairan, 11 Al-Mehallel, 12 Al-Harbi, 13 Sulaimani, 14 Al-Muwallid, 15 Al-Thunayan, 16 K. Al-Owairan, 17 Al-Dokhi, 18 Al-Temyat, 19 Al-Janoubi, 20 Saleh, 21 Al-Sadiq, 22 Al-Antaif, CT: Parreira (Al-Kharashy)
Coppa del Mondo FIFA 20021 Al-Deayea, 2 Al-Jahani, 3 Tukar, 4 Zubromawi, 5 Harthi, 6 Al-Shehri, 7 Al-Shahrani, 8 Noor, 9 Al-Jaber, 10 Al-Shalhoub, 11 Al-Dosari, 12 Al-Dokhi, 13 Sulaimani, 14 Khathran, 15 Al-Dosari, 16 Al-Owairan, 17 Al-Waked, 18 Al-Temyat, 19 Al-Ghamdi, 20 Al-Yami, 21 Zaid, 22 Al-Khojali, 23 Al-Thagafi, CT: Al-Johar
Coppa del Mondo FIFA 20061 Al-Deayea, 2 Al-Dokhi, 3 Tukar, 4 Al-Montashari, 5 Al-Qadi, 6 Al-Ghamdi, 7 Ameen, 8 Noor, 9 Al-Jaber, 10 Al-Shalhoub, 11 Al-Harthi, 12 Khathran, 13 Sulaimani, 14 Kariri, 15 Al-Bahri, 16 Aziz, 17 Al-Bishi, 18 Al-Temyat, 19 Massad, 20 Al-Qahtani, 21 Zaid, 22 Khouja, 23 Mouath, CT: Paquetá
Coppa del Mondo FIFA 20181 Al-Mayouf, 2 Al-Harbi, 3 Os. Hawsawi, 4 Al-Bulaihi, 5 Om. Hawsawi, 6 Al-Breik, 7 Al-Faraj, 8 Al-Shehri, 9 Bahebri, 10 Al-Sahlawi, 11 Al-Khaibri, 12 Kanno, 13 Al-Shahrani, 14 Otayf, 15 Al-Khaibari, 16 Al-Mogahwi, 17 Al-Jassim, 18 Al-Dawsari, 19 Al-Muwallad, 20 Assiri, 21 Al Mosailem, 22 Al-Owais, 23 M. Hawsawi, CT: Pizzi
Coppa del Mondo FIFA 20221 Al-Rubaie, 2 Al-Ghanam, 3 Madu, 4 Al-Amri, 5 Al-Bulaihi, 6 Al-Breik, 7 Al-Faraj, 8 Al-Malki, 9 Al-Buraikan, 10 Al-Dawsari, 11 Al-Shehri, 12 Abdulhamid, 13 Al-Shahrani, 14 Otayf, 15 Al-Hassan, 16 Al-Najei, 17 Al-Tambakti, 18 Al-Abed, 19 Bahebri, 20 Al-Aboud, 21 Al-Owais, 22 Al-Aqidi, 23 Kanno, 24 Al-Dawsari, 25 Asiri, 26 Sharahili, CT: Renard

### Coppa d'Asia
Coppa d'Asia 19841 Al-Deayea, 2 Al-Meaweed, 3  Al-Bishi, 4 Abdulshaker, 5 Nu'eimeh, 6 Amer, 7 Al-Nafeesah, 8 Aboloya, 9 Abdullah, 10 Al-Musaibeah, 11 Al-Jam'an, 12 Anbar, 13 Al-Jawad, 14 S.K. Al-Dosari, 15 S. Al-Dosari, 16 Ibrahim, 17 Al-Nakhli, 21 Al-Husain, CT: Al-Zayani
Coppa d'Asia 19881 Al-Deayea, 2 A. Al-Dosari, 3 H. Al-Bishi, 4 Madani, 5 Nu'eimeh, 6 Al-Mutlaq, 7 Y. J. Al-Dosari, 8 F. Al-Bishi, 9 Abdullah, 10 Al-Musaibeah, 11 Al-Jam'an, 13 Al-Jawad, 14 Al-Muwallid, 15 Al-Thunayan, 17 S. M. Al-Dosari, 22 Al-Sabyani, CT: Parreira
Coppa d'Asia 19921 Al-Otaibi, 2 A. Al-Dosari, 3 Al-Alawi, 4 Al-Roomi, 5 Al-Khilaiwi, 6 Amin, 7 Al-Owairan, 8 Al-Bishi, 9 Idris, 10 Al-Jaber, 11 Al-Mehallel, 12 Al-Anazi, 14 Al-Muwallid, 15 Al-Thunayan, 16 Al-Hazaa, 17 M. Al-Dosari, 20 Al-Razgan, 21 Al-Shujaa, 22 Al-Mugahwi, 23 Madani, 24 Al-Qahtani, CT: Nelsinho Rosa
Coppa d'Asia 19961 Al-Deayea, 2 Al-Jahani, 3 Al-Khilaiwi, 4 Zubromawi, 5 Madani, 6 Amin, 8 Al-Temawi, 9 Al-Jaber, 10 Al-Mehallel, 12 Al-Harbi, 13 Sulaimani, 14 Al-Muwallid, 15 Al-Thunayan, 16 Al-Owairan, 17 Al-Karni, 19 Al-Rashaid, 20 Saleh, 21 Al-Sadiq, 24 Al-Zahrani, 25 Al-Dosari, CT: Vingada
Coppa d'Asia 20001 Al-Deayea, 2 Al-Jahani, 3 Al-Khilaiwi, 4 Zubromawi, 5 Al-Muwallid, 6 Al-Ghamdi, 8 Noor, 9 Al-Jaber, 11 O. Al-Dosari, 12 Al-Dokhi, 13 Al-Saqri, 14 Al-Otaibi, 16 Al-Shehri, 17 Al-Waked, 18 Al-Temyat, 19 Idris, 20 Al-Shalhoub, 21 Al-Antaif, 22 Al-Khojali, 23 Khaleel, 28 A. Al-Dosari, 29 Al-Meshal, CT: Máčala
Coppa d'Asia 20041 Al-Dokhi, 3 Tukar, 4 Al-Montashari, 5 Al-Qadi, 6 Al-Dosari, 7 Al-Shahrani, 9 Al-Qahtani, 10 Al-Shalhoub, 13 Al-Abdali, 14 Kariri, 15 Al-Otaibi, 16 Al-Owairan, 19 Al-Abdulla, 20 Al-Janoubi, 21 Zaid, 22 Al-Naje, 23 Al-Hargan, 24 Al-Bishi, 25 Al-Bashah, 28 Al-Zahrani, 29 Al-Meshal, 30 Al-Kaebari, CT: van der Lem
Coppa d'Asia 20071 Al-Mosailem, 2 Hazzazi, 3 Hawsawi, 5 Al-Amri, 6 Al-Ghamdi, 7 K. Al-Mousa, 9 Mouath, 11 Al-Harthi, 12 Al-Khaibari, 13 Darwish, 14 Kariri, 15 Al-Bahri, 16 Aziz, 17 Al-Jassim, 18 A. Al-Qahtani, 19 Jahdali, 20 Y. Al-Qahtani, 21 Al-Qarni, 22 Abdullah, 23 Al-Shamrani, 25 Tukar, 28 Otaif, 30 A. Al-Mousa, CT: Hélio dos Anjos
Coppa d'Asia 20111 Abdullah, 2 Shuhail, 3 Hawsawi, 4 Al-Montashari, 5 Al-Muwallad, 6 Ah. Otaif, 7 Al-Mousa, 8 Abushgeer, 9 Hazazi, 10 Al-Shalhoub, 11 Al-Shamrani, 12 Al-Saeed, 13 Al-Musa, 14 Kariri, 15 Ab. Otaif, 16 Al-Dosari, 17 Al-Jassim, 18 Al-Abed, 19 Massad, 20 Al-Qahtani, 21 Zaid, 22 Shae'an, 23 Assiri, CT: Peseiro, poi Al-Johar
Coppa d'Asia 20151 Abdullah, 2 Al-Mowalad, 3 Os. Hawsawi, 4 Al-Zori, 5 Om. Hawsawi, 6 Al-Bassas, 7 Al-Faraj, 8 Al-Shehri, 9 Hazazi, 10 Al-Sahlawi, 11 Bakshween, 12 Fallatah, 13 Al-Shahrani, 14 Kariri, 15 Ghaleb, 16 M. Hawsawi, 17 Al-Jassim, 18 Al-Dawsari, 19 Al-Muwallad, 20 Al-Abed, 21 Al-Sudairy, 22 Al-Enezi, 23 Al-Marshedi, CT: Olăroiu
Coppa d'Asia 20191 Abdullah, 2 Al-Breik, 3 Al-Amri, 4 Al-Bulaihi, 5 Hawsawi, 6 Al-Khulaif, 7 Al-Mousa, 8 Al-Shehri, 9 Al-Saiari, 10 Al-Dawsari, 11 Bahebri, 12 Al-Shamrani, 13 Al-Shahrani, 14 Otayf, 15 Ghaleb, 16 Al-Mogahwi, 17 Al-Ghanam, 18 Ghareeb, 19 Al-Muwallad, 20 Al-Bishi, 21 Al-Owais, 22 Al-Rubaie, 23 Al-Fatil, CT: Pizzi
Coppa d'Asia 20231 Al-Rubaie, 2 Al-Sqoor, 3 Al-Saluli, 4 Lajami, 5 Al-Bulaihi, 6 Al-Muwallad, 7 Ali, 8 Al-Malki, 9 Al-Buraikan, 10 Al-Dawsari, 11 Al-Shehri, 12 Abdulhamid, 13 Kadesh, 14 Haji, 15 Al-Khaibari, 16 Al-Najei, 17 Al-Tambakti, 18 Ghareeb, 19 Hamidou, 20 Radif, 21 Al-Najjar, 22 Al-Kassar, 23 Kanno, 24 Al-Dawsari, 25 Al-Breik, 26 Al-Ghamdi, CT: Mancini

### Confederations Cup
Coppa re Fahd 19921 Al-Otaibi, 2 Al-Dosari, 3 Al-Alawi, 4 Al-Roomi, 5 Al-Khilaiwi, 6 Amin, 7 Al-Owairan, 8 Al-Bishi, 9 Idris, 10 Al-Jaber, 11 Al-Mehallel, 12 Al-Anazi, 14 Al-Muwallid, 15 Al-Thunayan, 16 Al-Hazaa, 18 Al-Dawod, 19 Saleh, 20 Al-Rozan, 21 Al-Shujaa, 22 Al-Helwah, CT: Nelsinho Rosa
Coppa re Fahd 19951 Al-Deayea, 2 Al-Muwallad, 3 Al-Khilaiwi, 4 Zubromawi, 5 Madani, 6 Amin, 7 Al-Ghesheyan, 8 Al-Saleh, 9 Al-Jaber, 10 Al-Owairan, 11 Al-Mehallel, 12 Eesa, 13 Awad, 14 Al-Muwallid, 15 Al-Dawod, 16 Korshi, 17 Al-Dosari, 18 Al-Alawi, 19 Al-Sadiq, 20 Saleh, CT: Al-Kharashy
FIFA Confederations Cup 19971 Al-Deayea, 2 Al-Jahani, 3 Al-Khilaiwi, 4 Zubromawi, 5 Madani, 6 Al-Harbi, 7 Al-Shahrani, 8 Al-Temawi, 9 Al-Jaber, 10 S. Al-Owairan, 11 Al-Mehallel, 12 Al-Dokhi, 13 Sulaimani, 14 Al-Muwallid, 15 Al-Sadiq, 16 K. Al-Owairan, 17 Al-Sahafi, 18 Al-Zahrani, 19 O. Al-Dosari, 20 Saleh, 21 Al-Jam'an, CT: Vingada
FIFA Confederations Cup 19991 Al-Deayea, 2 Al-Jahani, 3 Al-Khilaiwi, 4 Zubromawi, 5 Al-Dawod, 6 Al-Harbi, 7 Al-Shahrani, 8 Noor, 9 Al-Otaibi, 10 Gahwji, 11 Al-Antaif, 12 Al-Sadiq, 13 Sulaimani, 14 Bin Shehan, 15 Al-Subaie, 16 Al-Shokia, 17 Al-Waked, 18 Al-Temyat, 19 Idris, 20 Harthi, CT: Máčala

### Gold Cup
CONCACAF Gold Cup 20251 Al-Aqidi, 2 Al-Shanqeeti, 3 Al-Najdi, 4 Al-Amri, 5 Madu, 6 Al-Hassan, 7 Ali, 8 Al-Sahafi, 9 Al-Buraikan, 10 Al-Ghamdi, 11 Al-Shehri, 12 Abdulhamid, 13 Boushal, 14 Kadesh, 15 Yahya, 16 Al-Johani, 17 Bakor, 18 Al-Saad, 19 Al-Ammar, 20 Al-Salem, 21 Al-Sanbi, 22 Al-Kassar, 23 Al-Asmari, 24 Al-Aboud, 25 Al-Hammami, 26 Majrashi, CT: Renard

### Giochi olimpici
NOTA: per le informazioni sulle rose successive al 1948 visionare la pagina della Nazionale olimpica.